# Twin Peaks
Twin Peaks é uma série de televisão americana de drama, mistério e terror surrealista, criada por Mark Frost e David Lynch. Estreou na ABC em 8 de abril de 1990 e durou duas temporadas até ser cancelada em 1991. A série retornou em 2017 para uma terceira temporada no Showtime. 
Ambientada na cidade fictícia de Twin Peaks, no noroeste do Pacífico, a série acompanha uma investigação liderada pelo agente especial do FBI Dale Cooper (Kyle MacLachlan) sobre o assassinato da adolescente local Laura Palmer (Sheryl Lee). A narrativa da série se baseia nas características da ficção policial, mas seu tom misterioso, elementos sobrenaturais e a representação exagerada e melodramática de personagens excêntricos também se inspiram em tropos de terror e novelas americanas. Como grande parte da obra de Lynch, distingue-se pelo surrealismo, cinematografia distinta e humor excêntrico. A trilha sonora foi composta por Angelo Badalamenti com Lynch.
O enredo foi considerado revolucionário na época, pois fugia das fórmulas de outras séries que, geralmente, buscavam algum senso de moral. Twin Peaks possuía uma história complexa nunca vista em uma série antes, personagens estranhos e excêntricos, tramas cheias de mistérios, sendo difícil categorizá-la, pois possuía momentos alternados entre suspense, surrealismo, drama, policial, humor e terror psicológico. A série influenciou outras séries, como Arquivo X. A misteriosa morte de Laura Palmer, a música tema de Angelo Badalamenti, assim como a forma como cada habitante de Twin Peaks estava envolvido com a morte de Laura Palmer, ajudaram a segurar o trama e a tensão e ter uma 1ª temporada aclamada pelo público e crítica até os dias atuais.
Twin Peaks tornou-se um dos programas mais assistidos da década de 1990 e um sucesso internacional de crítica. Refletindo seus fãs dedicados, a série tornou-se parte da cultura popular, se tornando referência para outras séries de televisão, comerciais, quadrinhos, jogos eletrônicos, filmes e músicas. Em 10 de junho de 1991 foi lançado a segunda temporada, com 22 episódios, contando com mais cenas surrealistas e mais personagens.
As diversas mudanças de horários por parte da ABC prejudicaram a audiência, e fizeram com que a emissora pressionasse David Lynch para que ele revelasse o assassino de Laura Palmer. Esta revelação acarretou em um menor interesse do público pela série, já que a morte da Laura Palmer ajudava a manter a tensão na série. Em 1992, a série teve uma prequela que mostrava os últimos dias de Laura Palmer, o filme Twin Peaks: Fire Walk with Me e em 2017 a série retornou como uma série limitada de 18 episódios no canal a cabo Showtime.

## Visão geral do enredo e da série

### Temporada 1
Em 1989, o madeireiro local Pete Martell descobre um cadáver nu, envolto em plástico, na margem de um rio nos arredores da cidade de Twin Peaks, Washington. Quando o xerife Harry S. Truman, seus assistentes e o médico Will Hayward chegam, o corpo é identificado como sendo o de Laura Palmer, aluna do último ano do ensino médio e rainha do baile. Uma segunda garota, Ronette Pulaski, também é encontrada, gravemente ferida e dissociativa, do outro lado da fronteira do estado. 
O agente especial do FBI Dale Cooper é chamado para investigar. O exame inicial de Cooper no corpo de Laura revela uma minúscula letra "R" digitada sob sua unha. Em uma conferência municipal, Cooper informa à comunidade que a morte de Laura coincide com a assinatura de um assassino que assassinou outra garota no sudoeste de Washington no ano anterior, e que as evidências indicam que o assassino pode ser de Twin Peaks.
Através dos diários de Laura, a polícia local, juntamente com o Agente Cooper, descobre que ela vivia uma vida dupla. Ela traía o namorado, o capitão do time de futebol americano Bobby Briggs, com o motociclista James Hurley, e se prostituía com a ajuda do caminhoneiro Leo Johnson e do traficante Jacques Renault. Laura também era viciada em cocaína, que obtinha coagindo Bobby a fazer negócios com Jacques.
O pai de Laura, o advogado Leland Palmer, sofre um colapso nervoso após sua morte. Sua melhor amiga, Donna Hayward, começa um relacionamento com James. Com a ajuda da prima de Laura, Maddy Ferguson, Donna e James descobrem que o psiquiatra de Laura, Dr. Lawrence Jacoby, era obcecado por ela, mas é provado inocente do assassinato.
O hoteleiro Ben Horne, o homem mais rico de Twin Peaks, planeja destruir a serraria da cidade junto com sua proprietária, Josie Packard, e assassinar sua amante, a cunhada de Josie e esposa de Pete, Catherine Martell, para poder comprar o terreno por um preço reduzido e concluir um projeto de desenvolvimento chamado Ghostwood. A filha sensual e problemática de Horne, Audrey, se apaixona pelo Agente Cooper e espiona seu pai em busca de pistas, na tentativa de conquistar a afeição do Agente Cooper.
Cooper tem um sonho em que é abordado por um ser sobrenatural de um braço só que se autodenomina MIKE. MIKE diz que o assassino de Laura é uma entidade semelhante, o Assassino BOB, um homem selvagem, vestido de jeans, com longos cabelos grisalhos. Cooper se vê décadas mais velho, com Laura e um anão de terno vermelho, que se envolve em um diálogo codificado com Cooper. Na manhã seguinte, Cooper diz a Truman que, se eles conseguirem decifrar o sonho, poderão descobrir quem assassinou Laura.
Cooper e o departamento do xerife encontram o homem de um braço só do sonho de Cooper, um vendedor ambulante de sapatos chamado Phillip Gerard. Gerard conhece um Bob, o veterinário que trata do pássaro de estimação de Renault. Cooper interpreta esses eventos como se Renault fosse o assassino e, com a ajuda de Truman, rastreia Renault até o Jack Caolho, um bordel de propriedade de Horne do outro lado da fronteira, no Canadá. Ele atrai Renault de volta a solo americano para prendê-lo, mas Renault é baleado enquanto tentava escapar e é hospitalizado.
Leland, ao saber que Renault foi preso, entra sorrateiramente no hospital e o sufoca até a morte. Na mesma noite, Horne ordena que Leo incendeie a serraria com Catherine presa lá dentro e manda Hank Jennings matá-lo a tiros para garantir o silêncio de Leo. Cooper retorna ao seu quarto após a prisão de Renault e é baleado por um homem mascarado.

### Temporada 2
Deitado e ferido em seu quarto de hotel, Cooper tem uma visão na qual um gigante aparece e revela três pistas: "Há um homem em uma bolsa sorridente", "as corujas não são o que parecem" e "sem produtos químicos", ele aponta. Ele tira um anel de ouro do dedo de Cooper e explica que, quando Cooper entender as três premonições, seu anel será devolvido.
Leo Johnson sobrevive ao tiro, mas sofre danos cerebrais. Catherine Martell desaparece, presumivelmente morta no incêndio da fábrica. Leland Palmer, cujo cabelo ficou branco durante a noite, retorna ao trabalho, mas se comporta de forma errática. Cooper deduz que o "homem no saco sorridente" é o cadáver de Jacques Renault em um saco mortuário.
MIKE está habitando o corpo de Phillip Gerard. Sua personalidade vem à tona quando Gerard renuncia ao uso de uma determinada droga. MIKE revela que ele e BOB já colaboraram na matança de humanos e que BOB também está habitando um homem na cidade. Cooper e o departamento do xerife usam MIKE, que controla o corpo de Gerard, para ajudar a encontrar BOB ("sem produtos químicos", ele aponta).
Donna faz amizade com um cultivador de orquídeas agorafóbico chamado Harold Smith, a quem Laura confiou seu segundo diário secreto. Harold flagra Donna e Maddy tentando roubar o diário dele e se enforca em desespero. Cooper e o departamento do xerife tomam posse do diário secreto de Laura e descobrem que BOB, um amigo de seu pai, a abusava sexualmente desde a infância e que ela usava drogas para lidar com a situação. Inicialmente, suspeitam que o assassino seja Ben Horne e o prendem, mas Leland Palmer é revelado aos espectadores como o anfitrião de BOB quando ele mata Maddy.
Cooper começa a duvidar da culpa de Horne, então reúne todos os seus suspeitos na crença de que receberá um sinal que o ajudará a identificar o assassino. O Gigante aparece e confirma que Leland é o hospedeiro de BOB e o assassino de Laura e Maddy, devolvendo o anel a Cooper. Cooper e Truman prendem Leland. Com o corpo de Leland em poder, BOB admite uma série de assassinatos, antes de forçar Leland a cometer suicídio. Ao morrer, Leland se liberta da influência de BOB e implora por perdão. O espírito de BOB desaparece na floresta na forma de uma coruja e os policiais se perguntam se ele reaparecerá.
Cooper está prestes a deixar Twin Peaks quando é acusado de tráfico de drogas por Jean Renault e suspenso do FBI. Outra agente do FBI, Denise Bryson, chega a Twin Peaks para ajudá-lo. Renault responsabiliza Cooper pela morte de seus irmãos, Jacques e Bernard. Jean Renault é morta em um tiroteio com a polícia, e Cooper é inocentado de todas as acusações.
Windom Earle, antigo mentor de Cooper e parceiro do FBI, escapa de um hospício e chega a Twin Peaks. Cooper já havia tido um caso com a esposa de Earle, Caroline, enquanto ela estava sob sua proteção como testemunha de um crime federal. Earle assassinou Caroline e feriu Cooper. Ele agora envolve Cooper em uma partida de xadrez perversa, na qual Earle mata alguém sempre que uma peça é capturada.
Investigando a origem e o paradeiro de BOB com a ajuda do Major Garland Briggs, Cooper descobre a existência do White Lodge e do Black Lodge, dois reinos extradimensionais cujas entradas ficam em algum lugar nas florestas ao redor de Twin Peaks.
Catherine retorna à cidade disfarçada de empresário japonês, tendo sobrevivido ao incêndio na fábrica, e manipula Ben Horne para que lhe passe o projeto Ghostwood. Andrew Packard, marido de Josie, é revelado ainda vivo, enquanto Josie Packard é a pessoa que atirou em Cooper no final da primeira temporada. Andrew força Josie a confrontar seu rival nos negócios e seu algoz de Hong Kong, o sinistro Thomas Eckhardt. Josie mata Eckhardt, mas morre misteriosamente quando Truman e Cooper tentam prendê-la.
Cooper se apaixona por uma recém-chegada à cidade, Annie Blackburn. Earle captura Leo, que sofre de lesão cerebral, para usá-lo como capanga e abandona o jogo de xadrez com Cooper. Quando Annie vence o concurso de Miss Twin Peaks, Earle a sequestra e a leva para a entrada da Black Lodge, cujo poder ele busca usar para si.
Através de uma série de pistas, Cooper descobre a entrada para o Black Lodge, que se revela ser a estranha sala com cortinas vermelhas do seu sonho. Ele é recebido pelo Homem de Outro Lugar, o Gigante e Laura Palmer, que transmitem mensagens enigmáticas a Cooper. Procurando por Annie e Earle, Cooper encontra sósias de várias pessoas, incluindo Maddy Ferguson e Leland Palmer. Cooper encontra Earle, que exige a alma de Cooper em troca da vida de Annie. Cooper concorda, mas BOB aparece e toma a alma de Earle para si. BOB então se volta para Cooper, que é perseguido pela cabana por um sósia seu.
Do lado de fora do alojamento, Andrew Packard, Pete Martell e Audrey Horne são pegos em uma explosão em um cofre de banco, uma armadilha preparada pelo falecido Eckhardt.
Cooper e Annie reaparecem na floresta, ambos feridos. Annie é levada ao hospital, mas Cooper se recupera em seu quarto no Hotel Great Northern. Fica claro que o "Cooper" que emergiu do alojamento é, na verdade, seu sósia, sob o controle de BOB. Ele bate a cabeça no espelho do banheiro e ri loucamente.

### Temporada 3
25 anos após o gancho da segunda temporada, Cooper permanece preso no Black Lodge e prepara seu retorno ao mundo. O doppelgänger de Cooper mora na casa de Cooper e trabalha para impedir seu retorno iminente à Black Lodge com a ajuda de vários associados. Enquanto isso, o misterioso assassinato de uma bibliotecária em Buckhorn, Dakota do Sul, atrai a atenção de Cole e seus colegas, enquanto uma mensagem da Senhora do Tronco (Catherine Coulson) leva os membros do Departamento do Xerife de Twin Peaks a reabrir as investigações sobre os eventos que cercaram o assassinato de Laura Palmer em 1989.
A terceira temporada de Twin Peaks foi anunciada em 6 de outubro de 2014 como uma série limitada que iria ao ar no canal Showtime. David Lynch e Mark Frost escreveram todos os episódios, e Lynch dirigiu. Frost enfatizou que os novos episódios não eram um remake ou reboot, mas uma continuação da série e do filme, e a passagem de 25 anos é um elemento importante da trama. A terceira temporada também é conhecida como Twin Peaks: The Return e Twin Peaks: A Limited Event Series.
A maior parte do elenco original retorna, incluindo Kyle MacLachlan, Mädchen Amick, Sherilyn Fenn, Sheryl Lee, Ray Wise e vários outros. As adições incluem Jeremy Davies, Laura Dern, Robert Forster, Tim Roth, Jennifer Jason Leigh, Amanda Seyfried, Matthew Lillard e Naomi Watts.

## Elenco
- Kyle MacLachlan ....  Dale Cooper, agente do FBI
- Michael Ontkean ....  Sheriff Harry S. Truman
- Mädchen Amick ....  Shelly Johnson
- Dana Ashbrook ....  Bobby Briggs
- Piper Laurie ....  Catherine Packard Martell
- Richard Beymer ....  Benjamin Horne
- Lara Flynn Boyle ....  Donna Hayward
- Ray Wise ....  Leland Palmer
- Sherilyn Fenn ....  Audrey Horne
- Warren Frost ....  Dr. Will Hayward
- Peggy Lipton ....  Norma Jennings
- James Marshall ....  James Hurley
- Everett McGill ....  Big Ed Hurley
- Jack Nance ....  Pete Martell
- Kimmy Robertson ....  Lucy Moran
- Joan Chen ....  Jocelyn 'Josie' Packard
- Harry Goaz ....  Deputy Andy Brennan (28 episódios)
- Michael Horse ....  Deputy Tommy 'Hawk' Hill (28 episódios)
- Wendy Robie ....  Nadine Hurley (24 episódios)
- Sheryl Lee ....  Laura Palmer/Madeleine Ferguson (18 episódios)
- Russ Tamblyn ....  Dr. Lawrence Jacoby (16 episódios)
- Catherine E. Coulson .... Margaret Lanterman, a Senhora do Tronco (12 episódios)
- Frank Silva ..... BOB (11 episódios)
- David Lynch .... Gordon Cole, chefe do departamento regional do FBI (7 episódios)
- Heather Graham .... Annie Blackburn (6 episódios)

## Produção

### Desenvolvimento
Na década de 1980, Mark Frost trabalhou por três anos como roteirista para o drama policial televisivo Hill Street Blues (1981-1987), que contou com um elenco grande e histórias extensas. Após o sucesso com The Elephant Man (1980) e Blue Velvet (1986), David Lynch foi contratado por um executivo da Warner Bros. para dirigir um filme sobre a vida de Marilyn Monroe chamado Venus Descending, baseado no best-seller Goddess. Lynch se lembra de estar "meio interessado. Adorei a ideia dessa mulher em apuros, mas não sabia se gostava que fosse uma história real".
Lynch e Frost trabalharam juntos pela primeira vez no roteiro de Goddess e, embora o projeto tenha sido abandonado pela Warner Bros., eles se tornaram bons amigos. Eles então trabalharam como roteiristas e diretores de One Saliva Bubble, um filme com Steve Martin cotado para estrelar, mas que também nunca foi feito. O agente de Lynch, Tony Krantz, o encorajou a fazer uma série de televisão. Lynch disse: "Tony, eu não quero fazer uma série de televisão."
Ele levou Lynch ao restaurante Nibblers em Los Angeles e disse: "Você deveria fazer um programa sobre a vida real nos Estados Unidos — sua visão dos Estados Unidos, da mesma forma que a demonstrou em Veludo Azul". Lynch teve uma "ideia de uma cidade pequena" e, embora ele e Frost não gostassem, decidiram dar uma resposta a Krantz. Frost queria contar "uma história meio dickensiana sobre múltiplas vidas em uma área restrita que pudesse se estender para sempre". Originalmente, o programa se chamaria North Dakota e se passaria na região das Planícies da Dakota do Norte.
Depois que Frost, Krantz e Lynch alugaram uma sala de exibição em Beverly Hills e exibiram Peyton Place, eles decidiram desenvolver a cidade antes de seus habitantes. Devido à falta de florestas e montanhas em Dakota do Norte, o título foi alterado de North Dakota para Northwest Passage (o título do episódio piloto), e a localização para o noroeste do Pacífico, especificamente Washington. Eles então desenharam um mapa e decidiram que haveria uma serraria na cidade. Então eles criaram a imagem de um corpo aparecendo na margem de um lago.
Lynch lembra: "Sabíamos onde tudo estava localizado e isso nos ajudou a determinar a atmosfera predominante e o que poderia acontecer lá." Frost lembra que ele e Lynch tiveram a ideia da garota da porta ao lado levando uma "vida dupla desesperada" que terminaria em assassinato. A ideia foi inspirada, em parte, pelo assassinato não resolvido de Hazel Irene Drew em 1908 em Sand Lake, Nova York.
Lynch e Frost apresentaram a ideia à ABC durante a greve do Writers Guild of America de 1988 em uma reunião de dez minutos com o chefe de drama da rede, Chad Hoffman, com nada mais do que esta imagem e um conceito. De acordo com o diretor, o mistério de quem matou Laura Palmer inicialmente ficaria em primeiro plano, mas diminuiria gradualmente à medida que os espectadores conhecessem os outros moradores da cidade e os problemas que eles estavam enfrentando. Lynch e Frost queriam misturar uma investigação policial com uma novela. ABC gostou da ideia e pediu a Lynch e Frost que escrevessem um roteiro para o episódio piloto. Eles conversaram sobre o projeto por três meses e escreveram o roteiro em 10 dias. Frost escreveu personagens mais verbais, como Benjamin Horne, enquanto Lynch foi responsável pelo Agente Cooper. Segundo Lynch, "Ele diz muitas das coisas que eu digo".
O presidente da ABC Entertainment, Brandon Stoddard, encomendou o piloto de duas horas para uma possível série no outono de 1989. Ele deixou o cargo em março de 1989, quando Lynch entrou em produção. Eles filmaram o piloto por US$ 4 milhões com um acordo com a ABC de que filmariam um "final" adicional para que pudesse ser vendido diretamente em vídeo na Europa como um longa-metragem se o programa de TV não fosse escolhido. Bob Iger, da ABC, e sua equipe criativa assumiram, assistiram aos programas diários e se encontraram com Frost e Lynch para entender o arco das histórias e personagens.
Embora Iger tenha gostado do piloto, teve dificuldade em persuadir os demais executivos da emissora. Iger sugeriu exibi-lo para um grupo mais jovem e diverso, que gostou, e o executivo posteriormente convenceu a ABC a comprar sete episódios por US$ 1,1 milhão cada. Alguns executivos imaginaram que o programa nunca iria ao ar ou que poderia ser exibido como uma minissérie de sete horas, mas Iger planejou agendá-lo para a primavera. O confronto final ocorreu durante uma teleconferência entre Iger e uma sala cheia de executivos de Nova York; Iger venceu, e Twin Peaks foi ao ar.
Cada episódio levava uma semana para ser filmado e, após dirigir o segundo episódio, Lynch foi terminar Coração Selvagem, enquanto Frost escrevia os segmentos restantes. A Standards and Practices teve um problema com uma cena da primeira temporada: um close extremo no piloto da mão de Cooper enquanto ele deslizava uma pinça sob a unha de Laura e removia um pequeno "R". Eles queriam que a cena fosse mais curta porque os deixava desconfortáveis, mas Frost e Lynch recusaram, e a cena permaneceu.

### Elenco
Twin Peaks conta com um elenco variado de atores favoritos de Lynch, incluindo Jack Nance, Kyle MacLachlan, Grace Zabriskie e Everett McGill. Isabella Rossellini, que havia trabalhado com Lynch em Veludo Azul, foi originalmente escalada para interpretar Giovanna Packard, mas desistiu da produção antes do início das filmagens do episódio piloto. A personagem foi então reconcebida como Josie Packard, de etnia chinesa, e o papel foi dado à atriz Joan Chen. O elenco inclui vários atores que alcançaram a fama nas décadas de 1950 e 1960, incluindo as estrelas de cinema da década de 1950 Richard Beymer, Piper Laurie e Russ Tamblyn. Outros atores veteranos incluem o ator britânico James Booth (Zulu), a ex-estrela de The Mod Squad, Peggy Lipton, e Michael Ontkean, que coestrelou o drama policial dos anos 1970, The Rookies. Kyle MacLachlan foi escalado como o Agente Dale Cooper. O ator de teatro Warren Frost foi escalado como o Dr. Will Hayward.
Devido a restrições orçamentárias, Lynch pretendia escalar uma garota local de Seattle como Laura Palmer, supostamente "apenas para interpretar uma garota morta". A garota local acabou sendo Sheryl Lee. Lynch declarou: "Mas ninguém — nem Mark, nem eu, nem ninguém — tinha ideia de que ela sabia atuar, ou que ela seria tão poderosa apenas estando morta." E então, enquanto Lynch filmava o filme caseiro que James faz de Donna e Laura, ele percebeu que Lee tinha algo especial. "Ela fez outra cena — o vídeo com Donna no piquenique — e foi essa cena que fez isso." Como resultado, Sheryl Lee se tornou uma adição semi-regular ao elenco, aparecendo em flashbacks como Laura e interpretando outra personagem recorrente: Maddy Ferguson, prima de Laura com aparência semelhante.
A aparição do personagem Phillip Gerard no episódio piloto foi originalmente planejada para ser apenas uma "espécie de homenagem a O Fugitivo. A única coisa que ele faria era estar neste elevador e sair", de acordo com David Lynch. No entanto, quando Lynch escreveu o discurso "Fire walk with me", ele imaginou Al Strobel, que interpretou Gerard, recitando-o no porão do hospital Twin Peaks — uma cena que apareceu na versão europeia do episódio piloto e surgiu mais tarde na sequência do sonho do Agente Cooper. O nome completo de Gerard, Phillip Michael Gerard, também é uma referência ao Tenente Phillip Gerard, um personagem de O Fugitivo.
Lynch conheceu Michael J. Anderson em 1987. Depois de vê-lo em um curta-metragem, Lynch quis escalar o ator para o papel-título de Ronnie Rocket, mas o projeto não foi realizado.
Richard Beymer foi escalado para interpretar Ben Horne porque conhecia Johanna Ray, diretora de elenco de Lynch. Lynch conhecia o trabalho de Beymer no filme Amor, Sublime Amor, de 1961, e ficou surpreso por Beymer estar disponível para o papel.
O cenógrafo Frank Silva foi escalado para interpretar o misterioso "Bob". O próprio Lynch lembra que a ideia surgiu quando ouviu Silva movendo móveis no quarto e, em seguida, ouviu uma mulher alertando-o para não se bloquear movendo móveis em frente à porta. Lynch ficou impressionado com a imagem de Silva no quarto. Quando soube que Silva era ator, filmou duas tomadas panorâmicas, uma com Silva na base da cama e outra sem; ele ainda não sabia como usaria esse material.
Mais tarde naquele dia, durante as filmagens de Sarah Palmer tendo uma visão, o cinegrafista disse a Lynch que a cena foi arruinada porque "Frank [Silva] estava refletido no espelho". Lynch comenta: "Coisas assim acontecem e fazem você começar a sonhar. E uma coisa leva à outra, e se você deixar, uma coisa totalmente diferente se abre." Lynch usou a tomada panorâmica de Silva no quarto e a tomada com o reflexo de Silva nas cenas finais da versão europeia do episódio piloto. O reflexo de Silva no espelho também pode ser vislumbrado durante a cena da visão de Sarah no final do episódio piloto original, mas é menos nítido. Um close-up de Silva no quarto mais tarde se tornou uma imagem significativa em episódios da série de TV.

### Representatividade
Denise Bryson (David Duchovny) é uma agente transgênero do FBI que é apresentada na segunda temporada. Quando ela é reapresentada ao público na terceira temporada, ela tem uma conversa na qual Gordon Cole (David Lynch) informa Bryson que ele disse a seus colegas transfóbicos para "consertarem seus corações ou morrerem". Ao longo dos anos, essa citação foi adotada pela comunidade LGBTQ+, particularmente pela comunidade trans, com Bryson se tornando um ícone cult para mulheres transgênero.
Ao longo da série Twin Peaks, há um elenco limitado de personagens negros. Frank Guan, da Vulture, afirmou que "o foco de Lynch em arquétipos e mitos o vincula necessariamente a estereótipos", referindo-se especificamente ao tratamento dado a personagens negros e asiáticos na obra completa de Lynch. Yellowface também está presente na segunda temporada, com Catherine Martell (Piper Laurie) se passando por um empresário japonês chamado Sr. Tojamura em vários episódios. O segredo da verdadeira "identidade" de Laurie, o Sr. Tojamura, era um segredo bem guardado entre ela e Lynch no set. O delegado Hawk (Michael Horse) é um delegado nativo americano que, segundo alguns, funcionava como um "nativo americano genérico encarregado de amenizar a culpa dos colonos" por meio de diálogos enigmáticos.

### Locações
O Agente Cooper afirma, no episódio piloto, que Twin Peaks fica "oito quilômetros ao sul da fronteira canadense e doze quilômetros a oeste da divisa estadual". Isso a coloca na região selvagem de Salmo-Priest. Lynch e Frost começaram sua busca por locais em Snoqualmie, Washington, por recomendação de um amigo de Frost. Eles encontraram todos os locais que haviam escrito no episódio piloto.
As cidades de Snoqualmie, North Bend e Fall City – que se tornaram os principais locais de filmagem para as cenas externas de Twin Peaks – ficam a cerca de uma hora de carro da cidade de Roslyn, Washington, a cidade usada para a série Northern Exposure. Muitas cenas externas foram filmadas em áreas arborizadas de Malibu, Califórnia. A maioria das cenas internas foi filmada em sets fixos em um armazém no Vale de San Fernando.
A novela dentro da novela Invitation to Love não foi filmada em um estúdio, mas na Ennis House, um marco arquitetônico projetado por Frank Lloyd Wright na área de Hollywood, em Los Angeles.

### Gravações
Mark Frost e David Lynch fizeram uso de motivos repetitivos e, às vezes, misteriosos, como árvores (especialmente abetos e pinheiros), café e donuts, torta de cereja, corujas, troncos, patos, água, fogo — e inúmeras referências a outros filmes e programas de TV.
Durante as filmagens da cena em que Cooper examina pela primeira vez o corpo de Laura, uma lâmpada fluorescente com defeito acima da mesa piscava constantemente, mas Lynch decidiu não substituí-la, pois gostava do efeito desconcertante que ela criava.
O sonho de Cooper no final do terceiro episódio, que se tornou um ponto crucial da trama na primeira temporada da série e, por fim, revelou a identidade do assassino de Laura, nunca foi escrito. A ideia surgiu para Lynch numa tarde, após tocar na lateral de um carro quente deixado ao sol: "Eu estava encostado em um carro — a frente do meu corpo estava encostada em um carro muito quente. Minhas mãos estavam no teto e o metal estava muito quente. A cena do Quarto Vermelho me veio à mente. 'Little Mike' estava lá, e ele falava de trás para frente... Pelo resto da noite, pensei apenas no Quarto Vermelho."
A filmagem foi originalmente gravada junto com o piloto, para ser usada como conclusão caso fosse lançada como um longa-metragem. Quando a série foi retomada, Lynch decidiu incorporar algumas das cenas; no quarto episódio, Cooper, narrando o sonho, descreve as cenas filmadas que Lynch não incorporou, como Mike atirando em Bob e o fato de que ele está 25 anos mais velho quando conhece o espírito de Laura Palmer.

## Recepção e legado
Antes da estreia do piloto de uma hora e meia na TV, uma exibição foi realizada no Museu da Radiodifusão em Hollywood. O analista de mídia e executivo de publicidade Paul Schulman disse: "Não acho que tenha chance de sucesso. Não é comercial, é radicalmente diferente do que nós, espectadores, estamos acostumados a ver, não há ninguém no programa para torcer." O horário de quinta-feira à noite do programa não foi bom para novelas, já que Dynasty e seu spin-off de curta duração The Colbys foram mal.
Inicialmente, a série recebeu uma resposta positiva dos críticos de TV. Tom Shales, no The Washington Post, escreveu: "Twin Peaks desorienta você de uma forma que produções para a telinha raramente tentam. É uma sensação prazerosa, o chão se abrindo e deixando você pendurado." No The New York Times, John J. O'Connor escreveu: "Twin Peaks não é uma paródia do gênero. O Sr. Lynch claramente aprecia os ingredientes tradicionais... mas então o diretor acrescenta seus próprios toques peculiares, pequenos detalhes passageiros que, de repente, e muitas vezes de forma hilária, colocam o lugar-comum fora de sintonia." A Entertainment Weekly deu à série uma classificação "A+", e Ken Tucker escreveu: "O enredo é irrelevante; os momentos são tudo. Lynch e Frost dominaram uma maneira de tornar uma série semanal infinitamente interessante." Richard Zoglin disse na revista Time que "pode ser o trabalho mais assombrosamente original já feito para a TV americana".
O piloto de duas horas foi o filme de maior audiência da temporada de 1989-90, com uma classificação de 22, e foi visto por 33% do público. Em sua primeira transmissão como uma série dramática regular de uma hora, Twin Peaks obteve os maiores índices de audiência da ABC em quatro anos no horário das 21h de quinta-feira. O programa também reduziu a audiência de Cheers, da NBC. Twin Peaks teve uma audiência de 16,2, com cada ponto equivalendo a 921.000 lares com TVs. O episódio conquistou novos espectadores por causa do que o vice-presidente sênior de pesquisa da ABC, Alan Wurtzel, chamou de "síndrome do boca a boca", na qual as pessoas falam sobre a série no dia seguinte no trabalho.
O terceiro episódio do programa perdeu 14% da audiência que havia assistido uma semana antes. Essa audiência caiu 30% desde a primeira exibição do programa, na noite de quinta-feira. Isso foi resultado da competição com a sitcom de enorme sucesso Cheers, que também atraiu o mesmo público que assistiu a Twin Peaks. Um executivo de produção do programa falou sobre sua frustração com a programação da emissora. "O programa está sendo criticado na quinta à noite. Se a ABC o tivesse colocado na quarta à noite, poderia ter se baseado em seu sucesso inicial. A ABC colocou o programa em risco."
Em resposta, a rede exibiu o final da primeira temporada em uma quarta-feira à noite, às 22h, em vez do horário habitual de quinta-feira, às 21h. O programa alcançou seus melhores índices de audiência desde sua terceira semana no ar, com 12,6 e 22% de audiência. Em 22 de maio de 1990, foi anunciado que Twin Peaks seria renovada para uma segunda temporada.
Na primeira e segunda temporadas, a busca pelo assassino de Laura Palmer serviu como motor para a trama e capturou a imaginação do público, embora os criadores admitissem que isso era em grande parte um MacGuffin. Cada episódio era realmente sobre as interações entre os habitantes da cidade. As personalidades únicas e muitas vezes bizarras de cada cidadão formavam uma teia de minúcias que contrariavam a aparência pitoresca da cidade. Somando-se à atmosfera surreal estava a recorrência dos sonhos de Dale Cooper, nos quais o agente do FBI recebe pistas sobre o assassinato de Laura em um reino sobrenatural que pode ou não ser de sua imaginação. A primeira temporada continha apenas oito episódios, incluindo o episódio piloto de duas horas. Foi considerado técnica e artisticamente revolucionário para a televisão na época e voltado para atingir os padrões do cinema.
Os críticos notaram que Twin Peaks deu início à tendência de cinematografia de sucesso, hoje comum nos dramas televisivos atuais. Lynch e Frost mantiveram um controle rígido sobre a primeira temporada e atuaram como showrunners, escolhendo a dedo todos os diretores, incluindo alguns que Lynch conhecia de seus tempos no American Film Institute (como Caleb Deschanel e Tim Hunter) e alguns que lhe foram indicados por pessoas que ele conhecia pessoalmente. O controle de Lynch e Frost diminuiu na segunda temporada, à medida que os dois se envolveram menos com a série, correspondendo ao que é geralmente considerado uma queda na qualidade da série após a revelação da identidade do assassino de Laura Palmer.
Embora Frost e Lynch tenham permanecido tecnicamente como showrunners após o "Episódio 14", o episódio em que a identidade do assassino foi revelada, Lynch teve pouco controle criativo sobre a direção da série daquele ponto em diante, exceto pelo final da temporada. Frost se envolveu menos após o "Episódio 16" e se envolveu novamente a partir do "Episódio 26". Após o "Episódio 14", os produtores da série Harley Peyton e Robert Engels atuaram como showrunners adicionais, juntamente com Frost e Lynch.
O já mencionado "efeito boca a boca" pressionou os criadores da série a solucionar o mistério. Embora alegassem saber desde o início da série a identidade do assassino de Laura, Lynch nunca quis solucionar o assassinato, enquanto Frost sentia que eles tinham a obrigação de resolvê-lo com o público. Isso criou tensão entre os dois homens.
Seu estilo ambicioso, nuances paranormais e o envolvente mistério de assassinato fizeram de Twin Peaks um sucesso inesperado. Seus personagens, especialmente Dale Cooper, interpretado por MacLachlan, eram pouco ortodoxos para um suposto drama policial, assim como o método de Cooper de interpretar seus sonhos para solucionar o crime. Durante sua primeira temporada, a popularidade da série atingiu o auge, e elementos do programa se infiltraram na cultura popular, gerando paródias, incluindo uma na estreia da 16ª temporada do Saturday Night Live, apresentado por MacLachlan.

### Aclamação da crítica
Em sua primeira temporada, Twin Peaks recebeu quatorze indicações no 42º Primetime Emmy Awards, para Melhor Série Dramática, Melhor Ator Principal em Série Dramática (Kyle MacLachlan), Melhor Atriz Principal em Série Dramática (Piper Laurie), Melhor Atriz Coadjuvante em Série Dramática (Sherilyn Fenn), Melhor Direção para Série Dramática (David Lynch), Melhor Roteiro para Série Dramática (David Lynch e Mark Frost), Melhor Roteiro para Série Dramática (Harley Peyton), Melhor Direção de Arte para Série de Câmera Única (Patricia Norris e Leslie Morales), Melhor Música Tema Original Principal (Angelo Badalamenti e David Lynch), Melhor Composição Musical para Série (Trilha Sonora Original) (Angelo Badalamenti), Melhor Música e Letra Originais (Angelo Badalamenti e David Lynch) e Melhor Edição de Som para Série.
Das quatorze indicações, venceu por Melhor Realização em Figurino para Série Dramática ou de Comédia (Patricia Norris) e Melhor Edição para Série – Produção de Câmera Única. No Rotten Tomatoes, a primeira temporada recebeu uma taxa de aprovação de 91%, com uma pontuação média de 8,95 de 10, com base em 118 avaliações, com um consenso dos críticos de: "Twin Peaks brinca com as convenções da TV para oferecer uma mistura sedutora — e perturbadora — de gêneros aparentemente díspares, resultando em um drama excêntrico com um apelo distintamente único." O Metacritic deu à temporada 96 de 100 com base em 17 avaliações.
Em sua segunda temporada, recebeu quatro indicações no 43º Primetime Emmy Awards, de Melhor Ator Principal em Série Dramática (Kyle MacLachlan), Melhor Atriz Coadjuvante em Série Dramática (Piper Laurie), Melhor Edição de Som para Série e Melhor Mixagem de Som para Série Dramática. No Rotten Tomatoes, a segunda temporada recebeu uma taxa de aprovação de 65%, com uma pontuação média de 7,65 de 10, com base em 175 avaliações, com um consenso dos críticos de: "Twin Peaks responde à sua questão central com retornos decrescentes, enquanto luta para estabelecer novos mistérios dignos, mas há floreios hipnotizantes o suficiente para manter os devotos sonhando com o que se esconde na Sala Vermelha."
No 48º Globo de Ouro, ganhou o prêmio de Melhor Série de Televisão - Drama, Kyle MacLachlan ganhou o prêmio de Melhor Performance de Ator em Série de TV - Drama, Piper Laurie ganhou o prêmio de Melhor Performance de Atriz Coadjuvante em Série, Minissérie ou Filme Feito para TV; enquanto Sherilyn Fenn foi indicada na mesma categoria que Laurie.
O episódio piloto ficou em 25º lugar na lista dos 100 Maiores Episódios de Todos os Tempos da TV Guide de 1997. Ficou em 49º lugar na lista "Novos Clássicos da TV" da Entertainment Weekly. Em 2004 e 2007, Twin Peaks foi classificado em 20º e 24º lugar no Top Cult Shows Ever do TV Guide, e em 2002, foi classificado em 45º lugar no "Top 50 Television Programs of All Time" pelo mesmo guia. Em 2007, a emissora britânica Channel 4 classificou Twin Peaks em 9º lugar na lista dos "50 Maiores Dramas de TV". Em 2007, a Time incluiu o programa em sua lista dos "100 melhores programas de TV de todos os tempos". Em 2011, a Empire listou Twin Peaks como o 24º melhor programa de TV em sua lista dos "50 Maiores Programas de TV de Todos os Tempos".
Em 2012, a Entertainment Weekly listou o programa na 12ª posição na lista dos "25 melhores programas de TV cult dos últimos 25 anos", dizendo: "O programa em si foi apenas intermitentemente brilhante e, em última análise, insatisfatório, mas o culto vive, alimentado pela nostalgia do extraordinário fenômeno pop que inspirou, por sua importância para o meio (contemple o big bang da TV de autor!) e por uma estranheza sensual que possui você e nunca o deixa ir." A série foi indicada ao TCA Heritage Award por seis anos consecutivos desde 2010, vencendo o prêmio em 2024. Ficou em 20º lugar na lista dos 100 programas de TV favoritos de Hollywood do The Hollywood Reporter.

### Declínio de audiência
Com a resolução do principal ponto de atração de Twin Peaks (o assassinato de Laura Palmer) no meio da segunda temporada, e com as tramas subsequentes se tornando mais obscuras e arrastadas, o interesse do público começou a diminuir. Esse descontentamento, somado às mudanças de horário da ABC em diversas ocasiões, levou a uma queda drástica na audiência da série, que se tornou um dos programas de televisão mais assistidos nos Estados Unidos em 1990. Devido à Guerra do Golfo, Twin Peaks foi transferido de seu horário habitual "por seis semanas em oito" no início de 1991, segundo Frost, impedindo que a série mantivesse o interesse do público. Uma semana após o 15º episódio da temporada ter ficado em 85º lugar na audiência entre 89 programas, a ABC colocou Twin Peaks em um hiato por tempo indeterminado, uma medida que geralmente leva ao cancelamento.
Uma campanha organizada de cartas, chamada COOP (Cidadãos Opostos à Despedida de Twin Peaks), tentou salvar o show do cancelamento. A campanha foi parcialmente bem-sucedida, com a temporada retornando ao ar nas noites de quinta-feira por quatro semanas a partir do final de março. A série então entrou em outro hiato, antes dos dois episódios finais da temporada serem exibidos consecutivamente em 10 de junho.
Segundo Frost, o enredo principal após a resolução do assassinato de Laura Palmer foi planejado para ser o segundo elemento mais forte da primeira temporada, ao qual o público respondeu: o relacionamento entre o Agente Cooper e Audrey Horne. Frost explicou que Lara Flynn Boyle, que estava romanticamente envolvida com Kyle MacLachlan na época, havia efetivamente vetado o relacionamento Audrey-Cooper, forçando os roteiristas a criarem enredos alternativos para preencher a lacuna. Sherilyn Fenn corroborou essa afirmação em uma entrevista de 2014, afirmando: "[Boyle] ficou brava porque meu personagem estava recebendo mais atenção, então Kyle começou a dizer que o personagem dele não deveria ficar com o meu porque não parecia bom, porque eu era muito jovem... Eu não fiquei feliz com isso. Foi estúpido."
Isso significou a extensão artificial de histórias secundárias, como James Hurley e Evelyn Marsh, para preencher o espaço. Após a queda na audiência, o Agente Cooper ganhou um novo interesse amoroso, Annie Blackburn (Heather Graham), para substituir o romance pretendido pelos roteiristas entre ele e Audrey Horne. Apesar de terminar com um suspense deliberado para atrair o público, o final da série não aumentou o interesse o suficiente, e a série não foi renovada para uma terceira temporada, deixando o suspense sem solução.
Lynch expressou seu arrependimento por ter resolvido o assassinato de Laura Palmer, dizendo que ele e Frost nunca tiveram a intenção de que a série respondesse à pergunta até o final, depois de muitas temporadas, e que isso "matou a galinha dos ovos de ouro". Lynch culpou a pressão da emissora pela decisão de resolver a história de Palmer prematuramente. Frost concordou, observando que as pessoas da emissora queriam que o assassino fosse revelado até o final da primeira temporada. Suas declarações foram corroboradas pelo ex-executivo da ABC, Bob Iger, em seu livro de memórias de 2019, The Ride of a Lifetime, onde ele escreveu que, depois que a ABC pressionou para que o assassino fosse revelado prematuramente, houve uma queda imediata na qualidade do programa.
Olhando para trás, Frost admitiu que gostaria que ele e Lynch tivessem "feito uma transição mais suave" entre as histórias e que a história de Laura Palmer foi "difícil de superar". Sobre a segunda temporada, Frost sentiu que "talvez a narrativa não fosse tão tensa ou tão carregada de emoção".

### Filme prequela
O filme de 1992 Twin Peaks: Fire Walk with Me serve como uma prequela para a série de televisão. Ele conta a investigação do assassinato de Teresa Banks e os últimos sete dias na vida de Laura Palmer. David Lynch e a maior parte do elenco de televisão retornaram para o filme, com as notáveis exceções de Lara Flynn Boyle, que se recusou a retornar como Donna Hayward e foi substituída por Moira Kelly, e Sherilyn Fenn devido a conflitos de agenda. Kyle MacLachlan retornou relutantemente, pois queria evitar estereótipos na época. Como resultado, sua presença no filme é menor do que o planejado originalmente. Lynch filmou cerca de cinco horas de filmagem que foram reduzidas para duas horas e quatorze minutos. As filmagens cortadas, que incluíam cenas com personagens da temporada original da série que não estavam no filme, foram organizadas em um filme de compilação de 2014, Twin Peaks: The Missing Pieces.
Fire Walk with Me polarizou a crítica após seu lançamento, especialmente em comparação com a aclamação generalizada da série. O filme foi indicado à Palma de Ouro no Festival de Cinema de Cannes de 1992. O filme arrecadou US$ 1,8 milhão em 691 cinemas em seu fim de semana de estreia e arrecadou um total de US$ 4,2 milhões na América do Norte. O filme desenvolveu um culto de seguidores ao longo do tempo e foi reavaliado positivamente no século XXI, e agora é amplamente considerado como uma das principais obras de Lynch e um dos maiores filmes da década de 1990.

## Transmissão no Brasil
No Brasil, a série começou a ser transmitida pela Rede Globo em 7 de abril de 1991, sempre aos domingos logo após o Fantástico. Porém, este era um horário ruim para os que queriam assistir a atração uma vez que teriam que acordar cedo na segunda-feira para estudar, trabalhar etc. Ademais, desde o início, a emissora "reformatava" todos os episódios para fazê-los "caberem no espaço da grade já com muitos intervalos comerciais", para tanto, "cortava" vários minutos de cada episódio, eliminando trechos que "a emissora considerava detalhes". Estes cortes dos "detalhes" prejudicou de imediato o entendimento da série uma vez que, como sempre foi a tradição de David Lynch, as explicações e o "sentido do todo" estão sempre em detalhes que se somam de episódio para episódio e, sem estes, a série ficava totalmente sem sentido. Com isso, o retorno em audiência foi baixo, e a emissora passou a pular alguns episódios — piorando ainda mais o entendimento da série pelos telespectadores e a audiência — e, logo depois, cancelou por completo sua transmissão, criando uma verdadeira confusão com aqueles que tentavam acompanhar a série.
Em 1993, a Rede Record recolocou o seriado na televisão aberta brasileira, exibindo todos os seus episódios por completo, sem cortes e na sequência, até 1994, fazendo a série ser entendida e conquistando fãs aficionados; a emissora ainda voltaria a reprisar Twin Peaks em 1995 após uma breve pausa.
Quando a série foi lançada em VHS, tornou-se um cult. Depois de mais de 20 anos, a série ganhou uma reprise pelo Canal Viva da Globosat a partir do dia 1° de maio de 2012.

## Futuro
Desde que a terceira temporada terminou em 2017, Lynch e Frost expressaram interesse em fazer outra temporada de Twin Peaks. Lynch foi questionado em várias entrevistas se ele continuaria, certa vez dizendo: "Não sei, tenho uma caixa de ideias e estou trabalhando com a produtora Sabrina S. Sutherland, tentando ver se há algum ouro nessas caixas".

Lynch disse que mais uma história o estava "chamando" envolvendo a personagem Carrie Page. Em um AMA no Reddit em junho de 2020, o astro Kyle MacLachlan disse que Cooper era seu "papel favorito de todos os tempos" e que ele "com certeza" retornaria para outra temporada "sem nem mesmo ver o roteiro". Lynch morreu em janeiro de 2025, tornando improvável a produção de episódios futuros ou qualquer tipo de relançamento da série.